# Alta Gracia
Alta Gracia – miasto w Argentynie w prowincji Córdoba.
W 2015 roku miasto liczyło 53,5 tys. mieszkańców.

## Historia
Na początku lat 30. XX wieku ta miejscowość była uzdrowiskiem otoczonym gospodarstwami rolnymi. Mieszkało tu kilka tysięcy osób. Z uwagi na swój mikroklimat polecano je osobom z gruźlicą, astmą lub innymi chorobami płuc, więc oprócz zwykłych mieszkańców byli tam kuracjusze.  Od 1932 do 1943 r. mieszkał tu młody (był wtedy jeszcze dzieckiem) Ernesto "Che"Guevara wraz z rodziną.